# Yakuza Demon
Yakuza Demon (en japonés: 鬼哭 kikoku, Kikoku?) es una película japonesa sobre la yakuza dirigida por Takashi Miike, que fue lanzada directamente en VHS,para el mercado del V-Cinema, el 25 de junio de 2003 en Japón.

## Argumento
Seiji y Yoshifumi son los únicos miembros de la rama Muto, que pertenece a la Familia Date. Los dos respetan y quieren a su líder, el Sr. Muto, como a un padre.
El clan yakuza Date pide a Muto el dinero necesario para cubrir los costes de una guerra contra el clan Tendo, sin embargo, Muto no tiene dinero, lo gastó en tratar a su esposa Sachie. Como solución, Muto, promete asesinar a un alto oficial de la familia rival Tendo. Seiji se ofrece a llevar a cabo el asesinato él mismo para proteger a su jefe, pero Muto se lo prohíbe porque Seiji ya cumplió con una sentencia de 15 años por un caso parecido. La presión del clan Date y el empeño de Seiji de proteger a su jefe, terminara en una guerra entre los clanes.

## Reparto
| Actor             | Papel                                          |
| ----------------- | ---------------------------------------------- |
| Riki Takeuchi     | Seiji                                          |
| Hideki Sone       | Yoshi                                          |
| Mickey Curtis     | Tatuador                                       |
| Ken'ichi Endô     | Budai                                          |
| Renji Ishibashi   | Morozumi                                       |
| Koichi Iwaki      | Muto                                           |
| Hiroshi Katsuno   | Yoshikatsu Kosaka                              |
| Ryōsuke Miki      | Masamichi Tokisaga                             |
| Yasukaze Motomiya | Kazuhiro                                       |
| Kazuya Nakayama   | Ikuo Sekiguchi                                 |
| Yôko Natsuki      | Sachie                                         |
| Gorō Oohashi      | Kitamura                                       |
| Mikio Ōsawa       | Shū                                            |
| Tetsurō Tamba     | Michitane Tendō                                |
| Columbia Top      | Millonario                                     |
| Takashi Miike     | Informante en la escalera (Aparición especial) |

## Lanzamiento
Yakuza Demon fue lanzada en Japón, el 25 de junio de 2003 directamente a VHS y el 25 de febrero de 2004 en DVD, ambas ediciones editadas por Sedic International y Art Port, y distribuidas por Shochiku. También fue editada en DVD en Estados Unidos por Pathfinder Home Entertainment.En España se publicó en Blu-ray en una edición lanzada por Trash-o-Rama, titulada: TAKASHI MIIKE & RIKI TAKEUCHI VIOLENCE COLLECTION, que contiene tres películas protagonizadas por Riki Takeuchi: Deadly Outlaw: Rekka (2002), Hard boiled (1997) y Yakuza Demon (2003).

Solo la edición en DVD japonesa contenía como material extra:
- Tráiler de video original (editado por el director Takashi Miike)
- Final alternativo.

## Recepción
Marina D. Richter, en una reseña para Asian Movie Pulse, escribió: «Una vez más, en “Kikoku” vislumbramos otra dolorosa sesión de tatuaje en una película de Miike, junto con el intercambio de sonrisas con malicia de sabiduría criminal que justifican toda la constante locura que surge de la batalla entre los clanes. Además de unas buenas actuaciones y más que una buena fotografía, el vestuario y la escenografía hacen de la película una experiencia cinematográfica muy divertida».
Reseña de Miguel P. para Retroprojeccao: «La estética de Kikoku es básica y simple. No hay extravagancias, hay más bien, una sensación de moderación poco habitual en una película de yakuza y también en una de Miike. El desenlace ni siquiera ha comenzado y ya todos sabemos cómo acaba esta cruzada autodestructiva de uno contra todos. Pesimista, en definitiva, como corresponde a un director -quizás, muy probablemente- desilusionado del género».
En J-Film Pow-Wow, Bob Turnbull comento: «Aunque comparte muchas similitudes con Deadly Outlaw: Rekka, “Yakuza Demon” es un asunto más ágil y mucho más fatalista en su enfoque de sus personajes. Esto le da a la película una sensación más fuerte de tensión y una sensación más cruda, intensificada por la naturaleza directa del trabajo de la cámara. Miike mantiene las cosas bastante básicas en todo momento».

## Final alternativo
Yakuza Demon se editó en DVD el 25 de febrero de 2004 en Japón y en el contenido extra de la película, hay un final alternativo que muestra a Seiji (Riki Takeuchi) emitiendo una bola de fuego de su cuerpo, mientras sus oponentes exclaman "¡otra vez!", esta escena hace referencia al final de Dead or Alive, dirigida por Miike en 1999, en el que el personaje interpretado por Riki Takeuchi, emitía la misma bola de fuego y provocaba una explosión nuclear. 